# In the Army Now
In the Army Now – album studyjny angielskiego zespołu rockowego Status Quo z 1986.
Okładka stylizowana jest na zdjęcie „Sztandar nad Iwo Jimą”, jednak zamiast amerykańskich żołnierzy flagę (tutaj brytyjską) trzymają ubrani w dżinsy fani zespołu. Autorem okładki jest Mark Wilkinson, który wspominał, że pomysł podsunął mu Rick Parfitt.
Utwory: „Red Sky” i „Dreamin’” zostały pierwotnie nagrane na potrzebny niewydanego ostatecznie solowego albumu Ricka Parfitta. W nagraniach do tego albumu brali udział John „Rhino” Edwards i Jeff Rich, którzy później dołączyli do Status Quo.
Album osiągnął pierwsze miejsce na szwajcarskiej liście Hitparade.ch, podobny sukces osiągnął singel z tytułowym utworem.
Utwór tytułowy zdobył miejsce 1. na liście przebojów Programu Trzeciego (LP3). Utrzymał się na liście przez 19 notowań i spędził 17 tygodni w rankingu TOP20. 
Jest to jedyny przebój Status Quo, który stał się popularny w Polsce.

## Lista utworów
Oryginalne wydanie zawierało następujące utwory:
| Nr  | Tytuł utworu      | Autorzy            | Długość |
| --- | ----------------- | ------------------ | ------- |
| 1.  | „Rollin’ Home”    | David              | 4:25    |
| 2.  | „Calling”         | Rossi / Frost      | 4:04    |
| 3.  | „In Your Eyes”    | Rossi / Frost      | 5:07    |
| 4.  | „Save Me”         | Rossi / Parfitt    | 4:24    |
| 5.  | „In the Army Now” | Bolland & Bolland  | 4:41    |
| 6.  | „Dreamin’”        | Rossi / Frost      | 2:54    |
| 7.  | „End of the Line” | Parfitt / Patrick  | 4:58    |
| 8.  | „Invitation”      | Rossi / Young      | 3:15    |
| 9.  | „Red Sky”         | David              | 4:14    |
| 10. | „Speechless”      | Hunter             | 3:40    |
| 11. | „Overdose”        | Parfitt / Williams | 5:24    |
|     |                   |                    | 47:06   |

„In the Army Now” jest coverem utworu „You’re in the Army Now” zespołu Bolland & Bolland. „Speechless” jest coverem utworu o tym samym tytule, z repertuaru Iana Huntera (wokalisty Mott the Hoople).

## Twórcy
- Francis Rossi – śpiew, gitara[1]
- Rick Parfitt – śpiew, gitara[1]
- John Edwards – gitara basowa[1]
- Andy Bown – keyboard[1]
- Jeff Rich – perkusja[1]